# Braunscheitelspecht
Der Braunscheitelspecht (Yungipicus moluccensis, Syn. Picoides moluccensis; Dendrocopos moluccensis) ist eine Vogelart aus der Familie der Spechte (Picidae).
Die Art wurde früher als konspezifisch mit dem Indienspecht (Yungipicus nanus) angesehen, aber aufgrund der dunklen, nicht blassen Iris, des fehlenden roten Augenringes, eines dunklen Malarstreifens und der kräftigeren Strichelung der Unterseite als eigenständige Art abgegrenzt.
Ferner wird die Art mitunter in die Gattung Dendrocopos oder in Picoides gestellt.
Der Vogel kommt in Brunei, Indonesien, Malaysia und Singapur vor.
Der Lebensraum umfasst lichten Laub-, Sekundärwald, Bambus, baumbestandene Flächen auch in der Nähe von Siedlungen, auch niedriger gelegenen Bergwald, bis 2200 m Höhe.
Die Art ist Standvogel.
Das Artepitheton bezieht sich auf die Molukken.

## Merkmale
Der Vogel ist 13 cm groß und wiegt zwischen 15 und 18 g. Das Männchen ist schwärzlich-braun von der Stirn bis zum Nacken, hinten mit einer schmalen roten Linie seitlich am Nacken. Ein breites schwärzlich-braunes Band verläuft durch die Ohrdecken bis seitlich zum Hals, ein auffallender dunkler Kinnstreif reicht bis seitlich auf die Brust. Der übrige Kopf ist weiß, die schwärzlich-braune Oberseite weiß gebändert, Bürzel und Oberschwanzdecken sind schwärzlich gebändert und gepunktet, die Flügeldecken haben weiße Spitzen, auf den Flugfedern bilden die weißen Flecken Bänder, der Oberschwanz ist schwärzlich-braun mit weißen Flecken auf den mittleren, weißen Binden auf den äußeren Federn. Die Unterseite ist weißlich, an der Brust bräunlich und kräftig dunkel gestrichelt. Flügel- und Schwanzunterseite haben braune und weiße Binden. Der ziemlich kurze Schnabel ist gerade mit leicht meißelförmiger Spitze und grau. Die Iris ist hellbraun die Beine gräulich.
Gegenüber dem Grauscheitelspecht (Yungipicus canicapillus) ist die Art kleiner, dunkler an der Stirn, die Gesichtszeichnung ist deutlicher und die Strichelung der Unterseite ist breiter.
Weibchen haben kein Rot am Scheitel, Jungvögel sind brauner, weniger farbenprächtig und kontrastärmer gezeichnet.

## Geografische Variation
Es werden folgende Unterarten anerkannt:
- Y. m. moluccensis (Gmelin, 1788), Nominatform – Malaiische Halbinsel bis Borneo, Sumatra, Java und Riau-Inseln
- Y. m. grandis Hargitt, 1882, – Kleine Sundainseln, größer, längerschwänzig und mit weißem Kinnstreif

## Stimme
Der Ruf wird als schnelles, hohes trillerndes „kikikikikiki“, auch als schwirrendes „trrrrr-i-i“ und „chiep-chiep-chiep“ beschrieben. Die Art trommelt mit 7 Schlägen pro Minute, gleichmäßig und kräftig.

## Lebensweise
Die Nahrung besteht aus Insekten, besonders Ameisen und Hautflüglern, aber auch Früchten und Blütennektar, die meist einzeln, auch paarweise oder in Familiengruppen gesucht wird, manchmal auch in gemischten Jagdgemeinschaften. Die Art streift langsam über Totholz, gerne kleinere Äste und Zweige hoch in den Bäumen.
Die Brutzeit liegt auf der malaiischen Halbinsel zwischen März und August, auf den Sundainseln zwischen April und Juli und im Oktober. Die Nisthöhe wird meist zwischen 4 und 10 m über dem Boden in einen kleinen abgestorbenen Ast gebaut, gerne an der Unterseite. Das Gelege besteht aus 2 bis 3 Eiern.

## Gefährdungssituation
Die Art gilt als nicht gefährdet (Least Concern).